# Coppa del Mondo giovani di slittino 2009
La Coppa del Mondo giovani di slittino 2008/2009 fu la dodicesima edizione del circuito mondiale dello slittino relativo alla categoria giovani, manifestazione organizzata annualmente dalla FIL; iniziò il 21 novembre 2008 a Cesana Torinese in Italia e si concluse il 24 gennaio 2009 ad Innsbruck in Austria e si svolse in contemporanea alla medesima competizione riservata agli juniores. Si disputarono dodici gare: sei prove nel singolo donne ed altrettante nel singolo uomini in sei differenti località; per stilare la graduatoria finale venne scartato il peggior risultato di coloro che disputarono tutte le tappe.
Le coppe di cristallo, trofeo conferito ai vincitori del circuito, furono assegnate alla tedesca Luzie Löscher per quanto concerne il singolo donne ed al connazionale Chris Eißler nel singolo uomini.

## Calendario
| Tappa  | Località             | Pista                           | Data                | Singolo | Singolo |
| Tappa  | Località             | Pista                           | Data                | Donne   | Uomini  |
| ------ | -------------------- | ------------------------------- | ------------------- | ------- | ------- |
| 1      | Cesana Torinese      | Cesana Pariol                   | 21–22 novembre 2008 | ●       | ●       |
| 2      | Schönau am Königssee | Eisarena Königssee              | 5–6 dicembre 2008   | ●       | ●       |
| 3      | Oberhof              | Pista di Oberhof                | 12 dicembre 2008    | ●       | ●       |
| 4      | Winterberg           | Eisarena Winterberg             | 10 gennaio 2009     | ●       | ●       |
| 5      | Altenberg            | Eiskanal Altenberg              | 16 gennaio 2009     | ●       | ●       |
| 6      | Innsbruck            | Olympia Eiskanal Innsbruck-Igls | 23–24 gennaio 2009  | ●       | ●       |
| Totale | Totale               | Totale                          | Totale              | 6       | 6       |

## Risultati

### Singolo donne
| Data             | Località             | Nazione  | Prima classificata                              | Seconda classificata   | Terza classificata          | RU    |
| ---------------- | -------------------- | -------- | ----------------------------------------------- | ---------------------- | --------------------------- | ----- |
| 21 novembre 2008 | Cesana Torinese      | Italia   | Ul'jana El'cova Russia                          | Stefanie Kaser Italia  | Emily Sweeney Stati Uniti   | [ 2 ] |
| 5 dicembre 2008  | Schönau am Königssee | Germania | Aileen Frisch Germania                          | Luzie Löscher Germania | Nathalie Burkhardt Germania | [ 3 ] |
| 12 dicembre 2008 | Oberhof              | Germania | Nathalie Burkhardt Germania                     | Luzie Löscher Germania | Summer Britcher Stati Uniti | [ 4 ] |
| 10 gennaio 2009  | Winterberg           | Germania | Luzie Löscher Germania e Aileen Frisch Germania | –                      | Nathalie Burkhardt Germania |       |
| 16 gennaio 2009  | Altenberg            | Germania | Luzie Löscher Germania                          | Aileen Frisch Germania | Kimberley McRae Canada      | [ 5 ] |
| 23 gennaio 2009  | Innsbruck            | Austria  | Emily Sweeney Stati Uniti                       | Luzie Löscher Germania | Stefanie Kaser Italia       | [ 6 ] |

### Singolo uomini
| Data             | Località             | Nazione  | Primo classificato         | Secondo classificato      | Terzo classificato                                     | RU     |
| ---------------- | -------------------- | -------- | -------------------------- | ------------------------- | ------------------------------------------------------ | ------ |
| 22 novembre 2008 | Cesana Torinese      | Italia   | Dominik Fischnaller Italia | Vladimir Pitilimov Russia | Kevin Fischnaller Italia                               | [ 7 ]  |
| 6 dicembre 2008  | Schönau am Königssee | Germania | Chris Eißler Germania      | Chris Görlitzer Germania  | Tobias Deinert Germania                                | [ 8 ]  |
| 12 dicembre 2008 | Oberhof              | Germania | Robin Geueke Germania      | Chris Eißler Germania     | Tobias Deinert Germania                                | [ 9 ]  |
| 10 gennaio 2009  | Winterberg           | Germania | Robin Geueke Germania      | Chris Eißler Germania     | Chris Görlitzer Germania                               | [ 10 ] |
| 16 gennaio 2009  | Altenberg            | Germania | Chris Eißler Germania      | Chris Görlitzer Germania  | Dominik Fischnaller Italia e Vladimir Pitilimov Russia | [ 11 ] |
| 24 gennaio 2009  | Innsbruck            | Austria  | Dominik Fischnaller Italia | Chris Görlitzer Germania  | Chris Eißler Germania                                  | [ 12 ] |

## Classifiche

### Singolo donne
| Pos. | Nome               | Nazione     | Risultati ottenuti | Risultati ottenuti | Risultati ottenuti | Risultati ottenuti | Risultati ottenuti | Risultati ottenuti | Punti totali |
| Pos. | Nome               | Nazione     | CES                | KÖN                | OBE                | WIN                | ALT                | INN                | Punti totali |
| ---- | ------------------ | ----------- | ------------------ | ------------------ | ------------------ | ------------------ | ------------------ | ------------------ | ------------ |
| 1    | Luzie Löscher      | Germania    | –                  | 2                  | 2                  | 1                  | 1                  | 2                  | 455          |
| 2    | Aileen Frisch      | Germania    | –                  | 1                  | 4                  | 1                  | 2                  | 5                  | 400          |
| 3    | Nathalie Burkhardt | Germania    | –                  | 3                  | 1                  | 3                  | 14                 | 4                  | 328          |
| 4    | Emily Sweeney      | Stati Uniti | 3                  | 9                  | 18                 | 4                  | 7                  | 1                  | 315          |
| 5    | Kimberley McRae    | Canada      | 4                  | 5                  | 6                  | 5                  | 3                  | 7                  | 290          |
| 6    | Stefanie Kaser     | Italia      | 2                  | 8                  | 7                  | 7                  | 11                 | 3                  | 289          |
| 7    | Ul'jana El'cova    | Russia      | 1                  | 6                  | 9                  | 9                  | 6                  | 14                 | 278          |
| 8    | Elena Corrigall    | Canada      | 6                  | 7                  | 5                  | 6                  | 4                  | DNF                | 261          |
| 9    | Summer Britcher    | Stati Uniti | 5                  | 12                 | 3                  | DNF                | 19                 | 8                  | 221          |
| 10   | Miriam Kastlunger  | Austria     | –                  | 4                  | –                  | 8                  | 5                  | 6                  | 207          |

### Singolo uomini
| Pos. | Nome                 | Nazione     | Risultati ottenuti | Risultati ottenuti | Risultati ottenuti | Risultati ottenuti | Risultati ottenuti | Risultati ottenuti | Punti totali |
| Pos. | Nome                 | Nazione     | CES                | KÖN                | OBE                | WIN                | ALT                | INN                | Punti totali |
| ---- | -------------------- | ----------- | ------------------ | ------------------ | ------------------ | ------------------ | ------------------ | ------------------ | ------------ |
| 1    | Chris Eißler         | Germania    | –                  | 1                  | 2                  | 2                  | 1                  | 3                  | 440          |
| 2    | Dominik Fischnaller  | Italia      | 1                  | 5                  | 7                  | 5                  | 3                  | 1                  | 380          |
| 2    | Chris Görlitzer      | Germania    | –                  | 2                  | 5                  | 3                  | 2                  | 2                  | 380          |
| 4    | Robin Geueke         | Germania    | –                  | 4                  | 1                  | 1                  | 10                 | 4                  | 356          |
| 5    | Vladimir Pitilimov   | Russia      | 2                  | 6                  | 4                  | 7                  | 3                  | 6                  | 315          |
| 6    | Tobias Deinert       | Germania    | –                  | 3                  | 3                  | 4                  | 5                  | 5                  | 310          |
| 7    | Kevin Fischnaller    | Italia      | 3                  | 7                  | 6                  | 14                 | 7                  | 12                 | 244          |
| 8    | Aaron Barge          | Stati Uniti | 4                  | DNF                | 8                  | 6                  | 17                 | 10                 | 212          |
| 9    | Aleksandr Peretjagin | Russia      | 6                  | 9                  | 11                 | 10                 | 9                  | 7                  | 210          |
| 10   | Andrew Sherk         | Stati Uniti | 7                  | 19                 | 9                  | 11                 | 20                 | 14                 | 169          |